# Clemens Dirscherl
Clemens Dirscherl (* 24. Oktober 1958 in Ludwigshafen am Rhein) ist Agrar- und Ernährungssoziologe. Er war von 2005 bis zum Juli 2018 Ratsbeauftragter der Evangelischen Kirche in Deutschland (EKD) für agrarsoziale Fragen. Seit Februar 2018 ist er bei Kaufland-Fleischwaren zuständig für Tierwohl und Nachhaltigkeit.

## Leben
Clemens Dirscherl besuchte das Max-Planck-Gymnasium Ludwigshafen und studierte nach dem Abitur Soziologie, Politikwissenschaften, Wirtschaftswissenschaften und Geografie in Mainz, Wien und Freiburg im Breisgau. Seinen Abschluss machte er im Jahre 1984 als Magister Artium der Sozialökonomie. Im Jahre 1988 promovierte er an der Albert-Ludwigs-Universität Freiburg mit einer agrarsoziologischen Untersuchung über die Landwirtschaft in der vertikalen Integration zum Dr. phil.
In den Jahren 1984 bis 1991 arbeitete er als wissenschaftlicher Mitarbeiter in der Agrar- und Ernährungsforschung an der Universität Freiburg und der TU Berlin. Von 1991 bis 2017 war Dirscherl Geschäftsführer des Evangelischen Bauernwerks und leitender Agrarreferent der württembergischen Landeskirche. 2005 wurde er zum Ratsbeauftragten für agrarsoziale Frage mit Zuständigkeit für Landwirtschaft, Ernährung und ländliche Räume ernannt. Die Beauftragung wurde 2010 und 2016 verlängert.
Als EKD-Agrarbeauftragter vertrat er die evangelische Kirche in verschiedenen Gremien, u. a. der Deutschen Tierschutzkommission, dem Kompetenzkreis Tierwohl des BMEL, dem Beirat des Tierschutzlabels "Für Mehr Tierschutz" des Deutschen Tierschutzbundes und als Vorsitzender der Projektgruppe „Nachhaltiger Konsum des Ministeriums Ländlicher Raum und Verbraucherschutz Baden-Württemberg“ sowie im Kuratorium der Agrarsozialen Gesellschaft. Seit 1997 war er Mitglied im Vorstand der Evangelischen Dienste auf dem Lande in der EKD (EDL), von 2000 bis 2005 als Vorsitzender. Als Mitglied in der EKD-Sozialkammer sowie der EKD-Kammer für nachhaltige Entwicklung erarbeitete er Stellungnahmen zu agrar- und ernährungspolitischen Fragestellungen unter ethischer Perspektive, so zu den Themen Grüne Gentechnik, nachwachsende Rohstoffe, energetische Nutzung von Getreide, zur Reform der europäischen Agrarpolitik, zum Wandel der Ernährungskultur und zur landwirtschaftlichen Tierhaltung. Er war Mitverfasser der Denkschrift Neuorientierung für eine nachhaltige Landwirtschaft.

## Schriften
- Bäuerliche Freiheit und genossenschaftliche Koordination. Untersuchungen zur Landwirtschaft in der vertikalen Integration. Deutscher Universitätsverlag, Wiesbaden 1989, ISBN 3-8244-4016-4.
- „… es soll nicht aufhören Saat und Ernte“ (Gen 8,22). Ein Praxisbuch zum Mehr-Wert nachhaltiger Landwirtschaft. Hrsg. Clearingstelle Kirche und Umwelt (Beatrice van Saan-Klein, Clemens Dirscherl, Markus Vogt). Don Bosco, München 2004, ISBN 3-7698-1453-3.
- Landwirtschaftliche Unternehmensethik. In: K.-M. Brunner, G.U. Schönberger (Hrsg.): Nachhaltigkeit und Ernährung. Produktion-Handel-Konsum. Campus-Verlag Frankfurt, New York 2006, S. 67–92.
- Landwirtschaft als „Lebenswirtschaft“. In: DLG (Hrsg.): Agrar-Potenziale nutzen – Herausforderung für Landwirte und Gesellschaft. Frankfurt am Main 2008, S. 231–248.
- Landwirtschaft: Ein Thema der Kirche. Gütersloher Verlagshaus, Gütersloh 2011, ISBN 978-3-579-01639-9.
- Fleischkonsum und Tierhaltung in der aktuellen gesellschaftsethischen Debatte. In: Berichte über Landwirtschaft. Zeitschrift für Agrarpolitik und Landwirtschaft, Band 91, Heft 3 (online).
- Tiere essen? – Ethische Konfliktlinien zur modernen landwirtschaftlichen Nutztierhaltung. In: Hirschfelder / Ploeger / Rückert-John / Schönberger (Hrsg.): Was der Mensch essen darf. Ökonomischer Zwang, ökologisches Gewissen und globale Konflikte. Wiesbaden 2015, S. 315–331.
- Soziale und psychische Folgen industrialisierter Landwirtschaft: Zwischen Verbitterung und Anpassung. In: Zukunftstauglich – Stellschrauben für eine echte Agrarwende, politische ökologie 03 - 2018, oekom Verlag.[10]